# 赫苏斯·费尔南德斯 (手球运动员)
赫苏斯·费尔南德斯（西班牙語：Jesús Fernández，1974年2月25日—），西班牙男子手球运动员。他曾代表西班牙国家队参加1996年夏季奥林匹克运动会手球比赛，结果获得一枚铜牌。